# Bălănești (Podu Turcului), Bacău
Bălănești este un sat în comuna Podu Turcului din județul Bacău, Moldova, România.